# Портовый город
«Портовый город» (швед. Hamnstad, другое название «В портовом городе») — чёрно-белая драма режиссёра Ингмара Бергмана по роману Олле Лансберга  «Золото и стены». Премьера фильма состоялась 11 октября 1948 года.

## Сюжет
У юной Берит, недавно вернувшейся из исправительного дома для несовершеннолетних, много проблем, она подавлена и одержима мыслями о самоубийстве. Берит получила работу на заводе при условии, что ей снова придётся жить с матерью, с которой у Берит натянутые отношения. Однажды на танцах она знакомится с портовым грузчиком Гёстой и надеется, что он окажет ей ту поддержку, в которой  она нуждается. После смерти из-за последствий подпольного аборта подруги Берты Гертруды над девушкой снова нарастает угроза возвращения в исправительный дом или даже тюремного заключения. Гёста и Берит планируют тайно покинуть Швецию, но, надеясь на лучшее, всё же решают остаться...

## В ролях
- Нина-Кристина Йонссон — Берит
- Бенгт Эклюнд — Гёста
- Мими Нельсон — Гертруда
- Берта Халль — мать Берит
- Эрик Хелль — отец Берит
- Нильс Дальгрен — отец Гертруды

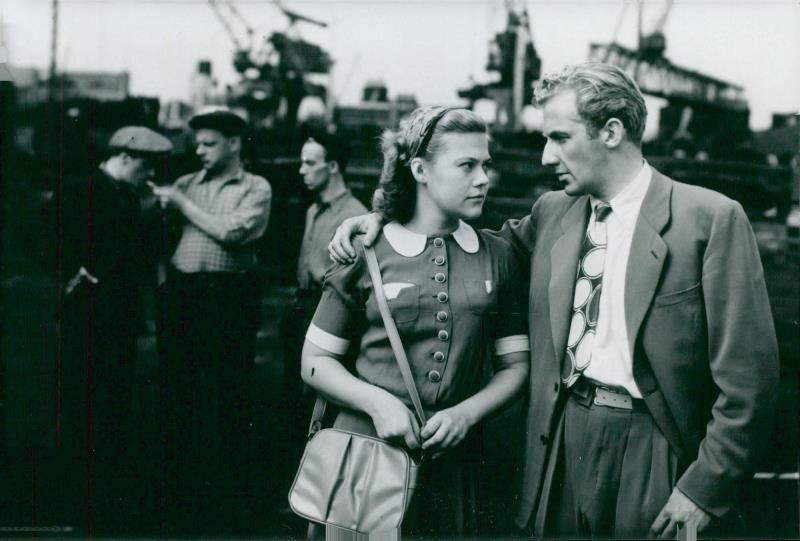
Кадр из фильма

- Биргитта Вальберг — госпожа Виландер
- Ханс Страат — господин Виландер
- Сиф Рууд — госпожа Крона
- Бритта Билльстен — проститутка
- Гарри Эйлин — Скаанинген
- Нильс Хальберг — Густав
- Свен-Эрик Гэмбл — Экен
- Ингве Нордвалль — инспектор

## Съёмочная группа
- Режиссёр-постановщик: Ингмар Бергман
- Сценаристы: Ингмар Бергман, Олле Лансберг
- Оператор: Гуннар Фишер
- Продюсер: Харальд Моландер
- Художник-постановщик: Нильс Свенваль
- Композитор: Эрланд фон Кох
- Звукорежиссёры: Свен Хансен, Ааби Ведин
- Монтажёр: Оскар Розандер